# شهرستان تارتو
شهرستان تارتو (به استونیایی: Tartu maakond) یکی از شهرستان‌های کشور استونی است.
این شهرستان در سال ۲۰۱۱ میلادی ۱۵۰٬۵۳۵ نفر جمعیت داشته‌است و مرکز آن شهر تارتو است.

## نگارخانه

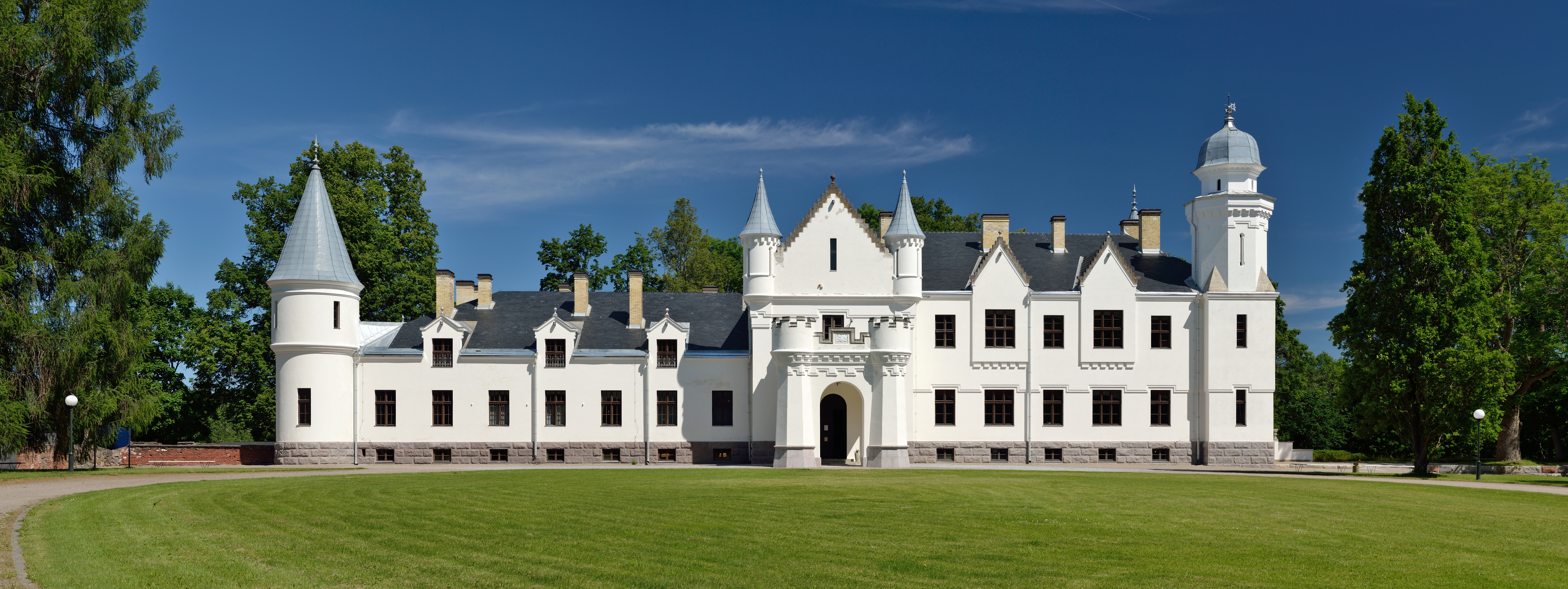
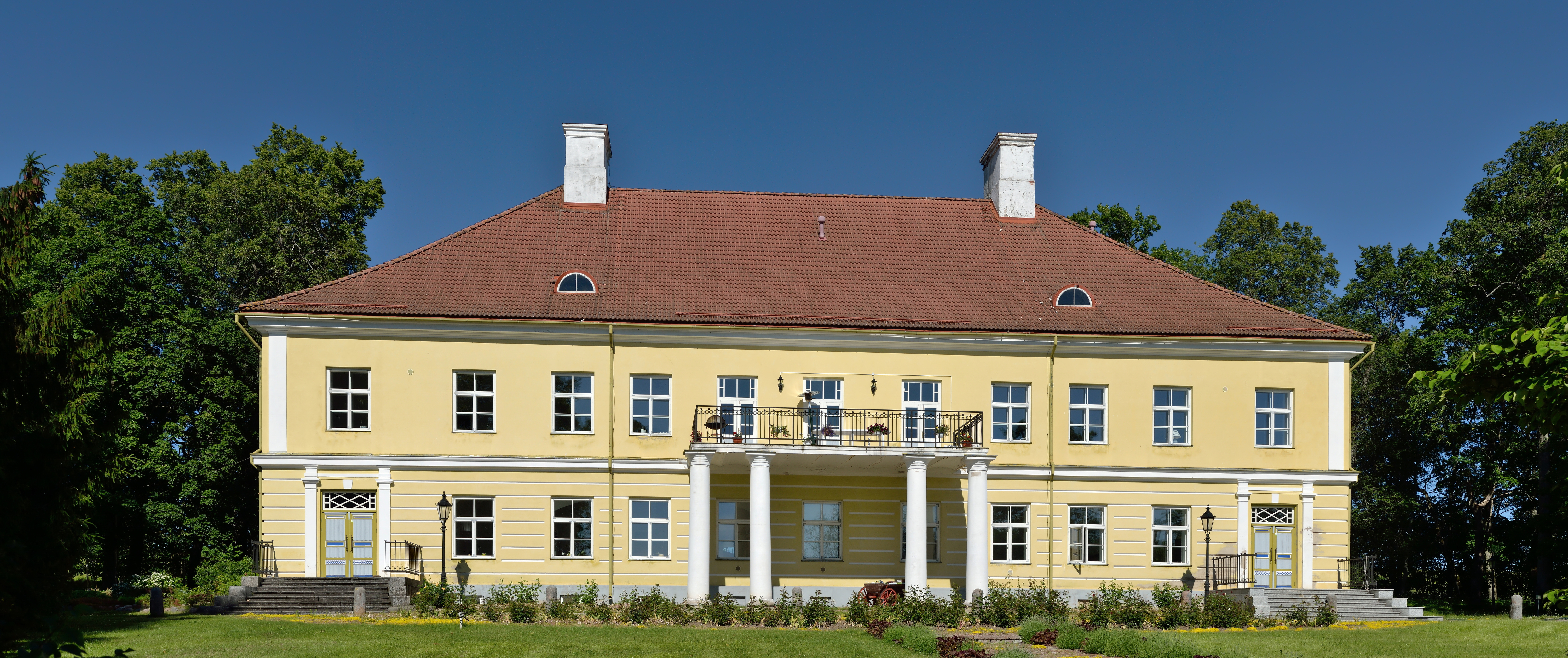
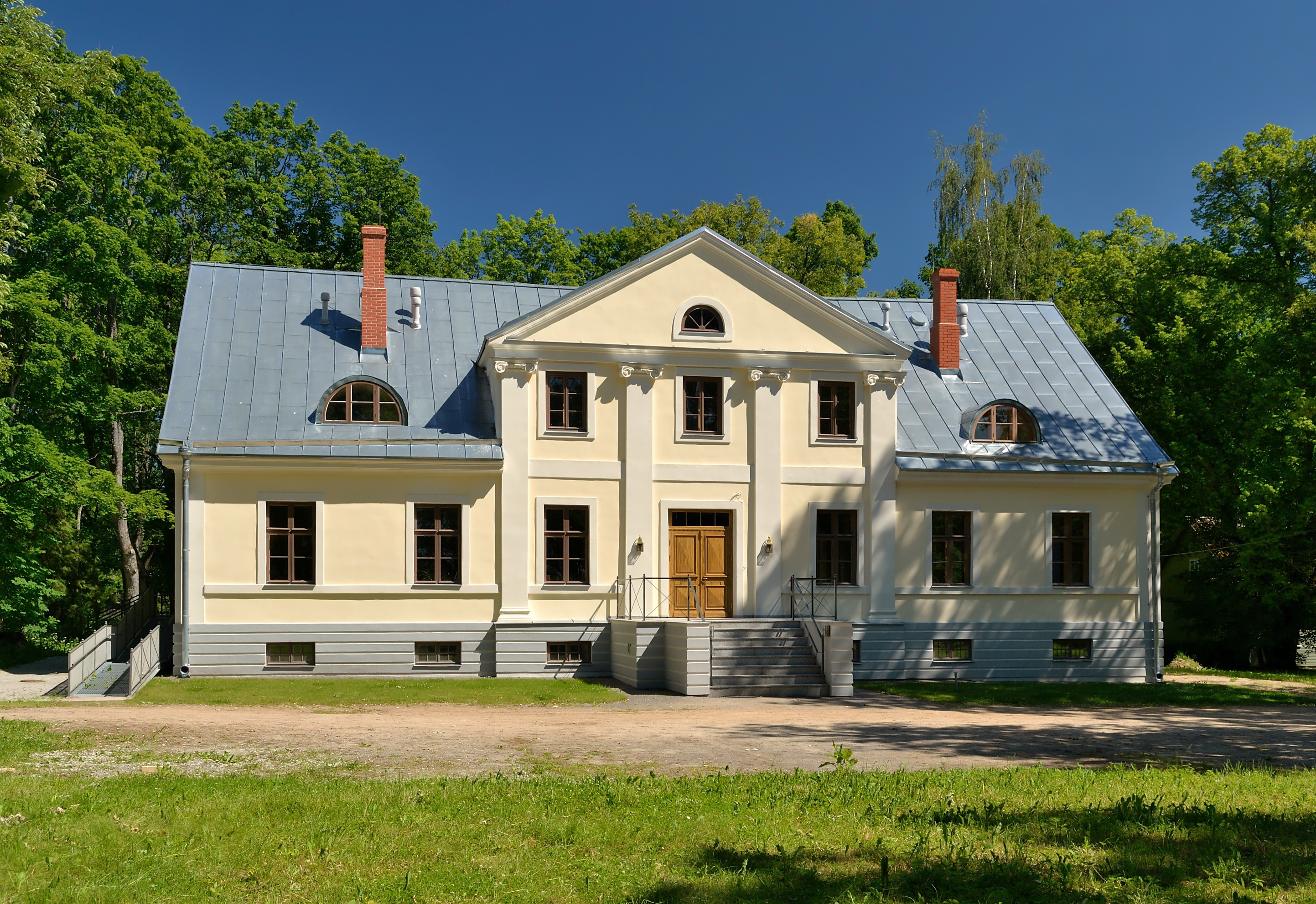
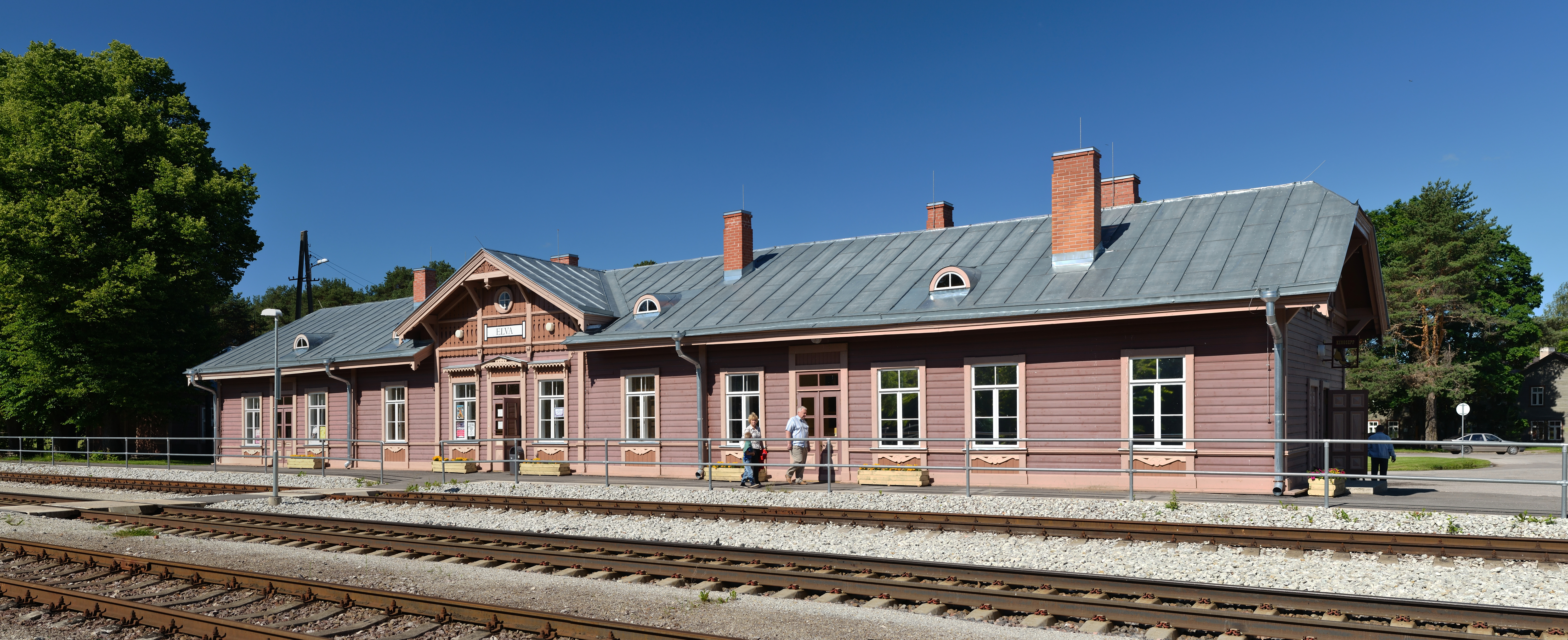

## شهرها
- الوا
- کالاسته
- تارتو

## شهرداری‌ها

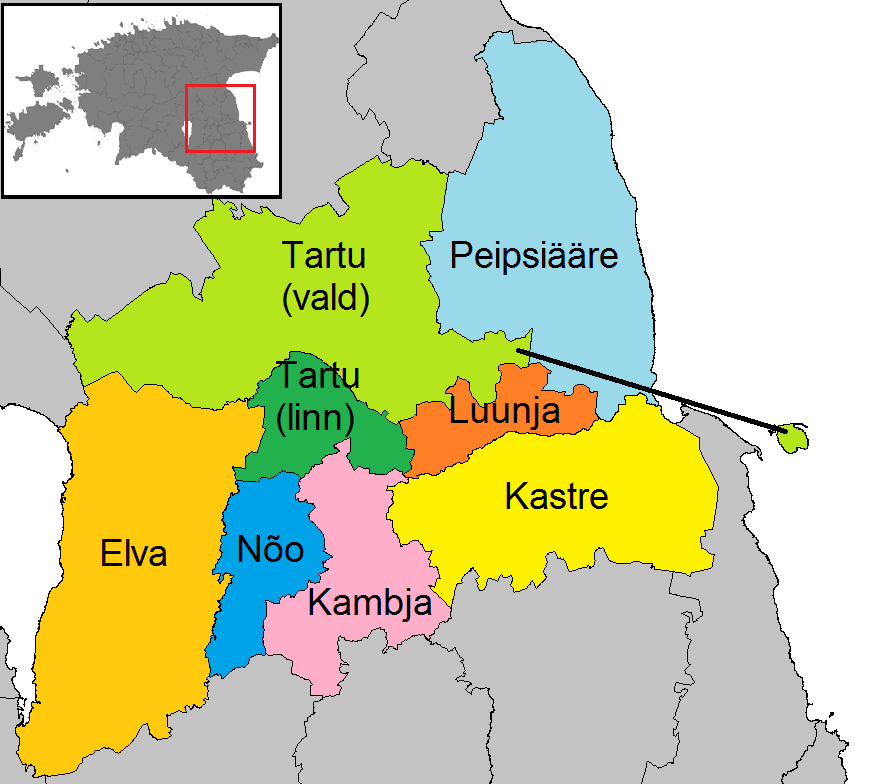
Municipalities of Tartu County

| رتبه | شهرداری         | نوع     | جمعیت (۲۰۱۸) | مساحت km2 | تراکم |
| ---- | --------------- | ------- | ------------ | --------- | ----- |
| 1    | دهستان الوا     | روستایی | ۱۴٬۶۱۲       | ۷۲۸       | ۲۰٫۱  |
| ۲    | دهستان کامبیا   | روستایی | ۱۰٬۵۱۱       | ۲۷۶       | ۳۸٫۱  |
| 3    | دهستان کاستره   | روستایی | ۵٬۱۳۸        | ۴۹۵       | ۱۰٫۴  |
| ۴    | دهستان لونیا    | روستایی | ۴٬۵۰۳        | ۱۳۲       | ۳۴٫۱  |
| ۵    | دهستان نو       | روستایی | ۴٬۲۷۴        | ۱۶۹       | ۲۵٫۳  |
| ۶    | دهستان پیپسیاره | روستایی | ۵٬۶۷۶        | ۶۵۲       | ۸٫۷   |
| ۷    | دهستان تارتو    | روستایی | ۱۰٬۶۷۶       | ۷۴۲       | ۱۴٫۴  |
| ۸    | تارتو           | شهری    | ۹۹٬۴۲۹       | ۱۵۴       | ۶۴۵٫۷ |